# Čajniče
Čajniče (cyr. Чајниче) – miasto we wschodniej części Bośni i Hercegowiny, w Republice Serbskiej, siedziba gminy Čajniče. W 2013 roku liczyło 2100 mieszkańców.

## Geografia
Čajniče są położone nad rzeką Janjiną, lewym dopływem Driny, na wysokości 816 m n.p.m., na południowy wschód od Goraždów.
Miejscowa gospodarka oparta jest na przemyśle drzewnym. W okolicy znajdują się złoża kwarcytu i żelaza.

## Historia
Pierwsza wzmianka historyczna o mieście pochodzi z 1468 roku. Stanowiło punkt handlowy na szlaku do Konstantynopola.